# Tira da Dinamarca (1880–1945)
Tira da Dinamarca (Tira Luísa Carolina Amália Augusta Isabel; 14 de março de 1880 - 2 de novembro de 1945) foi a sexta filha de Frederico VIII da Dinamarca e da sua esposa, a princesa Luísa da Suécia e da Noruega. A princesa Thyra permaneceu solteira e não teve filhos. 

## Início da vida
A princesa Thyra nasceu em 14 de março de 1880 no Palácio de Frederik VIII, um palácio do século 18 que faz parte do complexo do Palácio de Amalienborg, no centro de Copenhague, durante o reinado de seu avô paterno, o rei Cristiano IX. Ela era a sexta criança e terceira filha do príncipe herdeiro Frederico da Dinamarca e sua esposa Luísa da Suécia.  Seu pai era o filho mais velho do rei Cristiano IX da Dinamarca e Luísa de Hesse-Cassel, e sua mãe era a única filha do rei Carlos XV da Suécia e da Noruega e Luísa dos Países Baixos. Ela foi batizada com os nomes de Thyra Louise Caroline Amalia Augusta Elisabeth, e era conhecida como Princesa Thyra (em homenagem à sua tia paterna, a Princesa Thyra da Dinamarca).
A princesa Thyra foi criada com seus irmãos na casa real na Dinamarca e cresceu entre a residência de seus pais em Copenhague, o Palácio Frederik VIII no complexo do Palácio de Amalienborg e seu retiro rural, o Palácio de Charlottenlund, localizado na costa do estreito de Øresund, ao norte da cidade.

## Últimos anos
Em 1901, aos 21 anos, a princesa Thyra começou um relacionamento romântico com um jovem médico da corte, Niels C. Ilsøe. Quando foi descoberto que Thyra havia se afeiçoado romanticamente a um servo real, ele foi prontamente demitido e mudou-se para a Jutlândia Ocidental, onde trabalhou como clínico geral. Ele nunca se casou e, de acordo com sua família, manteve uma foto da princesa Thyra em sua mesa de cabeceira pelo resto de sua vida. A princesa Thyra também permaneceu solteira, então parece que o relacionamento foi mais do que um flerte precoce. Na época, o casamento de uma princesa com uma pessoa de posição social desigual não era uma possibilidade. Em 1922, no entanto, a irmã mais nova de Thyra, a princesa Dagmar, foi autorizada a se casar com um membro da nobreza menor, já que as normas sociais haviam mudado ao longo dos anos.
A princesa Thyra morreu em 2 de novembro de 1945 em seu apartamento em Amaliegade em Copenhague. Tinha 65 anos.